# Powiat koszyrski
Powiat koszyrski − powiat utworzony 12 grudnia 1920 r. pod Zarządem Terenów Przyfrontowych i Etapowych z części powiatu kowelskiego (gminy: Chociszów, Lelików, Wielka Głusza, Soszyczno, Borowno i Kamień Koszyrski). 19 lutego 1921 r. wszedł w skład nowo utworzonego województwa poleskiego II Rzeczypospolitej. Jego siedzibą było miasteczko Kamień Koszyrski. W skład powiatu wchodziło 6 gmin wiejskich.

## Starostowie
- Kazimierz Obrocki (-1923)[3]
- Edward Skrzyński (–1932)[4][5]
- Ludomir Skórewicz (-1937)[6]

## Gminy
- gmina Borowno (siedziba: Wielki Obzyr)
- gmina Chocieszów
- gmina Kamień Koszyrski
- gmina Lubieszów[7]
- gmina Lelików[8]
- gmina Soszyczno
- gmina Uhrynicze (następnie gmina Pniewno)[7]
- gmina Wielka Głusza (Wielka Hłusza)